# Доклендське легке метро

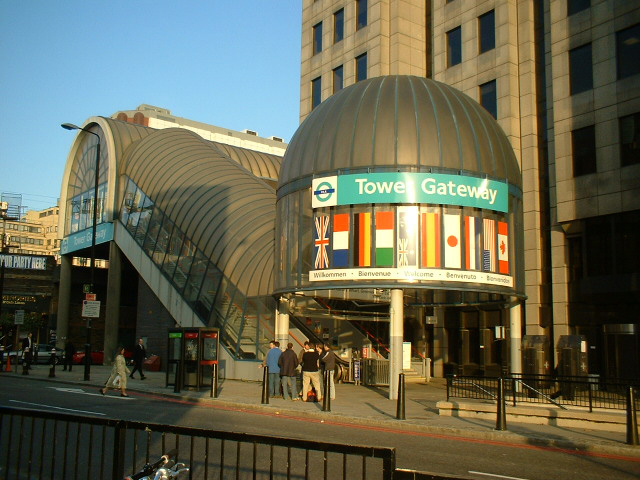
Станція Тауер-Гейтвей була початковим пунктом з'єднання DLR і центру Лондона.

Дóклендське легкé метрó (англ. Docklands Light Railway; DLR) — автоматичне легке метро, відкрите 31 серпня 1987 року для обслуговування заново відбудованого району Доклендс у Лондоні. Воно охоплює декілька районів, досягаючи Стратфорда на півночі, Луїшема на півдні, до станцій Тауер-Гейтвей і Бенк-енд-Моньюмент у фінансовому центрі в Сіті і до Бектона і Вулідж-Арсеналу на сході.
Метро управляється по концесії від Transport for London Serco Docklands Ltd, спільної компанії колишнього менеджменту DLR і Serco Group. Саме метро належить DLR Limited, що входить в London Rail, підрозділ Transport for London, яке також управляє London Overground та Tramlink (але не лондонським метро, яке є окремим підрозділом).
У 2016/17 році легке метро перевезло 122.3 мільйонів пасажирів. Мережа DLR була розширена декілька разів, причому роботи по розширенню досі тривають. Хоч ця мережа має подібні аналоги як у Лондоні, так і поза ним (наприклад підземка Лондона), поїзди DLR несумісні з будь-якою іншою залізничною системою Великої Британії.

## Історія

### Поява та розвиток
Доки на сході Лондона розпочали закривати на початку 1960-х, коли перевезення вантажів стали здійснювати в контейнерах, а лондонський порт не міг прийняти нові величезні кораблі. Відкриття порту Тілбері далі на схід в Ессексі прискорило процес закриття і в 1980 році уряд Великої Британії взяв під контроль ситуацією. Перша черга Лінія Джубилі лондонського метро була відкрита в 1979 році від Стенмура до Черінг-Крос Проте зарезервована під другу стадію будівництва земля в районі Лудгейт-Серкус і Люїшема виросла в ціні, в результаті чого проект був відкладений на початку 1980-х.
Лондонська Корпорація з Розвитку Доклендс (LDDC), якій потрібно було забезпечити громадський транспорт за не дуже великі гроші в колишню зону доків для стимулювання відновлення, розглядала декілька варіантів і вибрала в результаті схему легкого метро з використанням існуючої залізничної інфраструктури доків, щоб з'єднати док Вест-Індія і Тауер-Хілл з подовженням на північ до станції Стретфорд, де залишалася невживана платформа електричок, а на захід від станції можна було пересісти на Центральну лінію. Варіант зі станцією «Стретфорд» віддали перевагу альтернативі з Майл-Ендом, яка включала трамвайні лінії, що прямують по вулицях міста, що суперечило ідеї з повністю автоматичним управлінням поїздами. Розбудова Доклендсу все-таки призвела до продовження лінії Джубилі в 1999 році на схід Лондона ще південніше, ніж було задумано спочатку через Доки Сюррея, Кенері-Ворф та півострів Гринвіч в Стратфорд.
Контракт на будівництво отримала GEC Mowlem в 1984 році і лінія була побудована за три роки з 1985 по 1987. Кошторисна вартість будівництва — £ 77 мільйонів Лінія була відкрита Єлизаветою II 30 липня 1987 року. Перший регулярний рейс почав працювати 31 серпня того ж року.

### Перша черга (1987-1990)

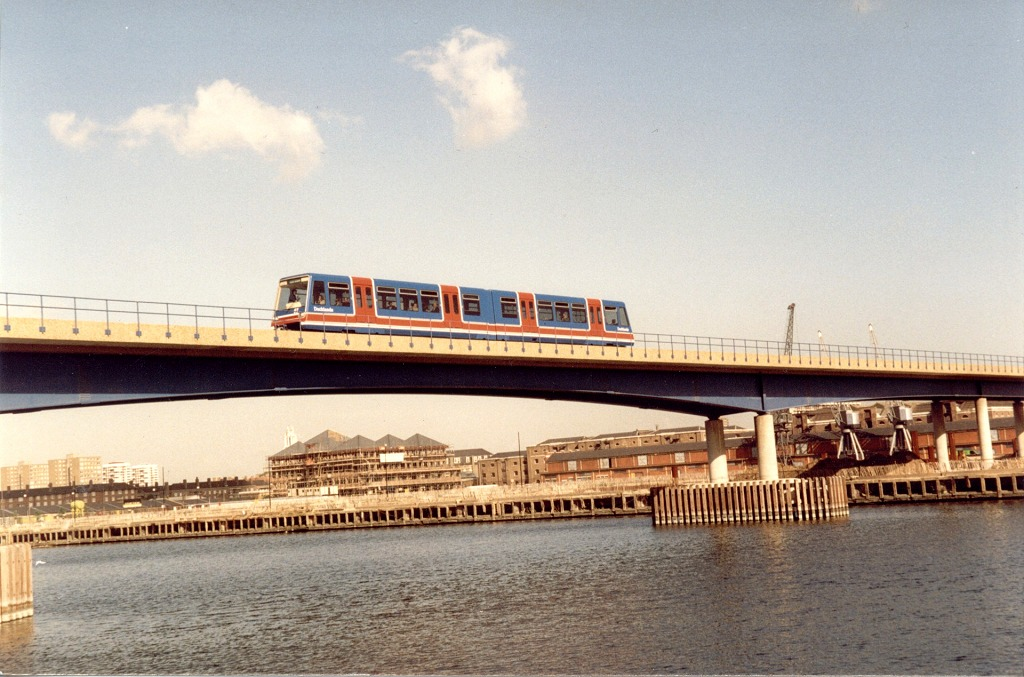
Перше покоління DLR EMU перетинає Вест-Індія-Док, вересень 1987 року.

Спочатку легке метро складалося з двох маршрутів, один від Тауер-Гейтвей до Айленд-Гарденс, а інший - від Стретфорд до Айленд-Гарденс. Більшість колій прямує на висоті (або старими залізничними віадуками, або по знову побудованим бетонним), а частина прямує старими залізничними коліями на рівні землі, незважаючи на те що в початкових планах всі колії мали прямувати естакадами. Потяги з самого початку були повністю автоматизовані і управлялися комп'ютером без водія. Агент Допомоги Пасажирам (Passenger Service Agent, PSA), іноді також званий «Капітан Потяга» є в кожному поїзді і відповідає за патрулювання поїзда, перевірку квитків, передачу повідомлень і керування дверима. Також він може взяти під контроль управління поїздом в певних ситуаціях, включаючи вихід з ладу техніки і надзвичайної ситуації.
Мережа була простою, станції будувалися для поїздів з одним вагоном. Три лінії мали 13 км колії, 15 станцій, і були з'єднані однорівневою розв'язкою у вигляді трикутника близько Поплар. Оскільки поїзди прямували лише маршрутом Тауер-Гейтвей - Айленд-Гарденс - Стретфорд, північну частину цього переходу використовували тільки для поїздів що прямують до/з депо Поплар, але не для поїздів з пасажирами. Перші станції мали приблизно однаковий інтер'єр і були побудувані зі стандартних матеріалів. Їх характерною рисою були відносно короткі напівциліндричні засклені сині тенти для захисту платформи від дощу. Всі станції були над землею і зазвичай не мали робочого персоналу (на підземних станціях, побудованих пізніше, закон передбачає наявність персоналу на випадок евакуації).

### Перше розширення (1991-1994)

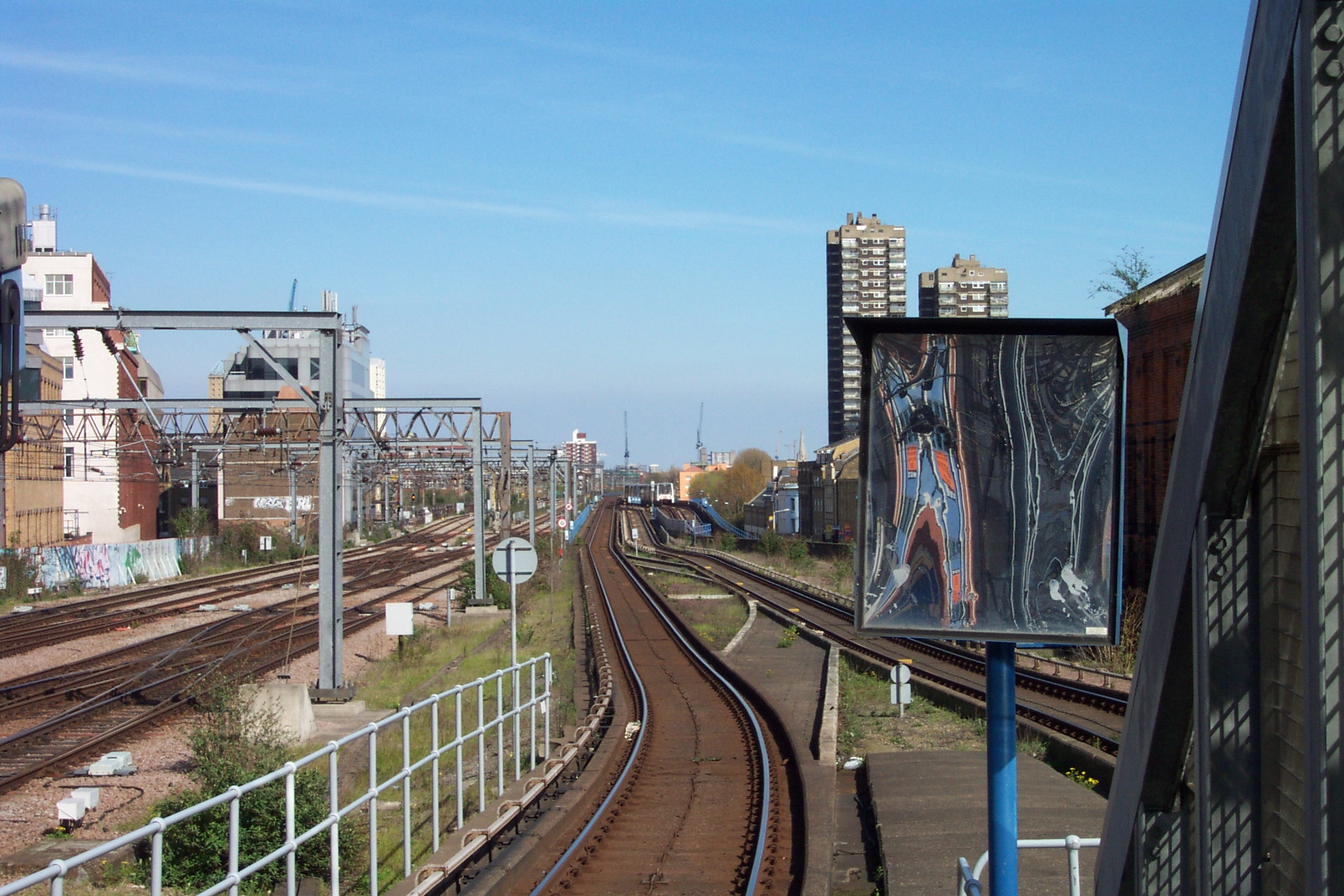
Краєвид зі станції Тауер-Гейтвей

Початкова мережа легкого метро мала дуже маленьку пропускну здатність, в той час як Доклендс дуже активно розбудовували у великій фінансовий центр і зону зайнятості, підвищуючи потребу у транспортної забезпеченості. Віддаленість Тауер-Гейтвей на околиці Сіті зазнала критики за занадто слабке сполучення з іншим транспортом. Це сталося частково через те, що менеджмент легкого метро не був розрахований на те, що воно досягне такого високого рівня використання. Було вирішено продовжити лінії до Бенк та Моньюмент та Бектон. В результаті всі станції і потяги були збільшені до довжини двох вагонів, а лінія простягнулося в саме серце Сіті до станції Бенк та Моньюмент через тунель, що відкрився в 1991 році. Це розширення було відмінно від початкової західної філії, залишивши Тауер-Гейтвей як відгалуження. Початкові потяги, які не підходили для їзди під землею, припинили використовувати.
Згодом, по розбудові офісного комплексу Кенері-Ворф, станція Кенері-Ворф була перероблена з маленької станції у величезну з шістьма коліями, які обслуговують три платформами з великим спільним дахом і повністю інтегрована з крамницями внизу офісних веж
Первісна станція так ніколи і не була завершена і була демонтована ще до офіційного відкриття лінії, проте деякий час автоматичні поїзда все ще зупинялися на місці, де вона мала бути розташована.
Райони на сході Доклендсу потребували вищої якості транспорту, щоб підтримувати розвиток, тому було відкрито 4-у чергу в 1994 році, від станції Поплар до Бектон через транспортний вузол Кеннинг-Таун, уздовж північного боку комплексу Королівських доків. Спочатку планували, що цю частину практично не будуть використовувати, через вельми розрізнене будівництво. Також було зроблено декілька пропозицій по розширенню в сторону Блекуолла. В ході цього розширення одна зі сторін розворотного трикутника була замінена на розв'язку на захід від Поплар і ще одна розв'язка була побудована на схід від Поплар між лініями до Стратфорда і Бектон. Станція Поплар була перебудована, щоб дати можливість для крос-платформової пересадки між цими двома лініями.

## Друге розширення (1996-1999)

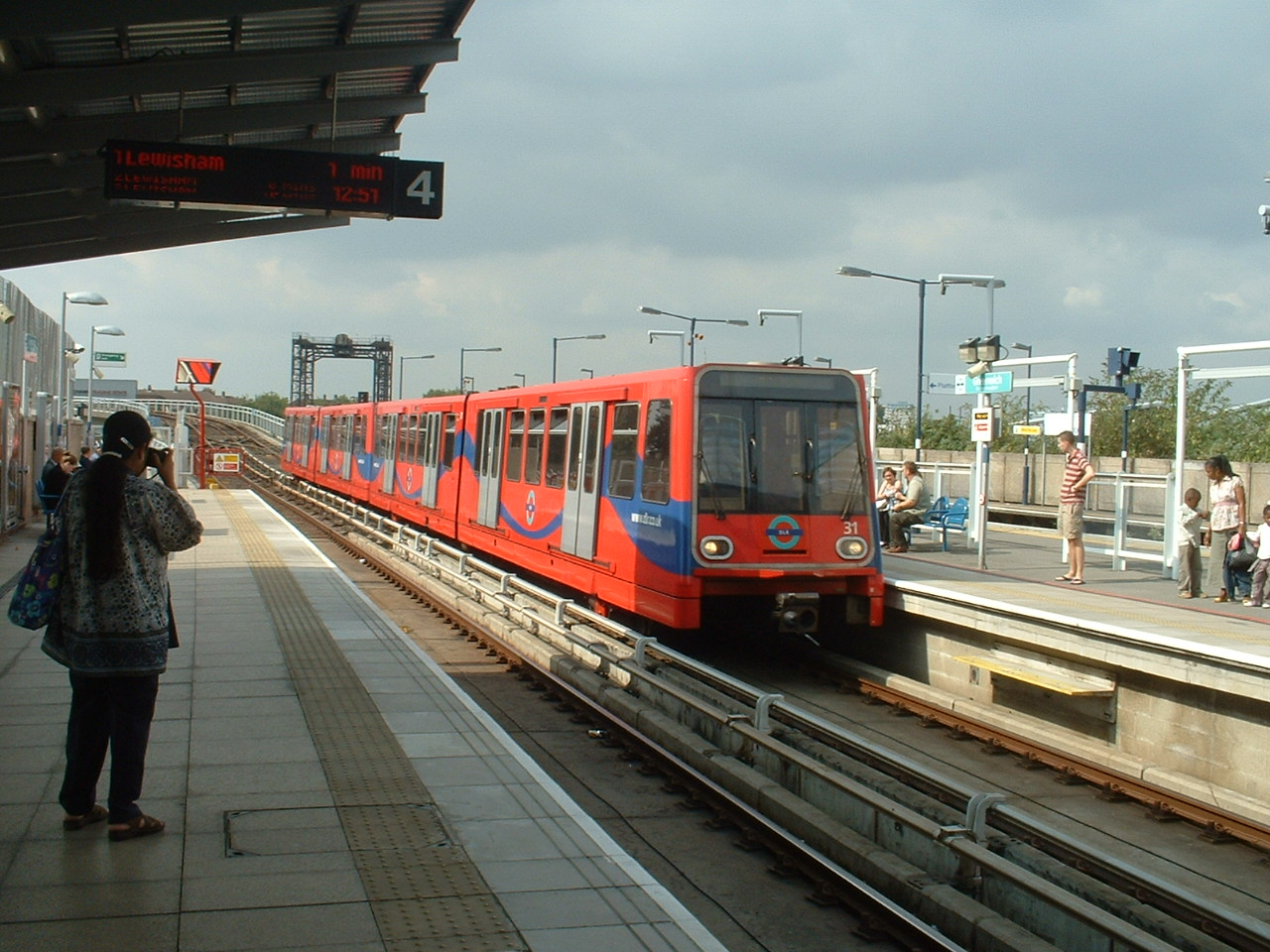
Платформи Гринвіча, на станцію прибуває поїзд в північному напрямку.

На початку роботи DLR, рада Луїшему проспонсорувала вивчення можливості розширення легкого метро під Темзою. Це дозволило раді захистити можливість продовження до Гринвіча, Детфорда та Луїшема. На початку свого існування легке метро зазнало критики експертами як «неправильна система для потреб Доклендс» в порівнянні з пропонованою в 1980-ті лінією підземки Проте ідея була підтримана політиками в парламенті, в тому числі членами лейбористської партії і в 1996 року розпочалися роботи за цим проектом.
3 грудня 1999 року лінія до Луїшема була відкрита для пасажирів Таким чином початковий маршрут до Айленд-Гарденс залишили на південь від Кроссхарбор, розташована поруч з Мудчут, де станція на рівні землі замінила естакадну станцію колишньої London and Blackwall Railway, далі прямує тунелем, прямуючі під колишнім віадуком і прибуває на нову підземну станцію Айленд-Гарденс. Потім колії прямують до центру Гринвіча, де виходять на поверхню і досягають станцію Гринвіч. Потім лінія підіймається на віадук до Дептфорда та станції Елверсон-Роуд, що розташована на рівні землі, біля центру Луїшема і закінчується на двох платформах біля основних платформ залізничної станції Луїшем, неподалік від торгового центру, з автобусними зупинками, розташованими поруч зі входом на станцію. Лінія до Луїшема дуже швидко окупилася і стала прибутковою.

### Третє розширення (2004-2009)

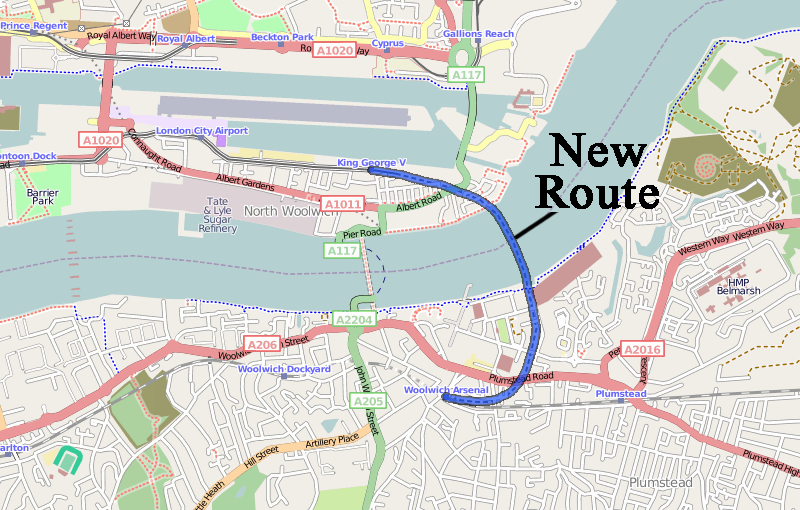
Маршрут розширення до Вулвич-Арсенал.

Наступний розвиток DLR була спонсорована програмою інвестицій у громадський транспорт Лондона, яка була розпочата мером Лондона Кеном Лівінгстоном 12 жовтня 2004 року. 2 грудня 2005 року була відкрита нова ділянка вздовж південної частини Королівських доків, що прямує від Кеннинг-Таун до Кінг Джордж V через Аеропорт Лондон-Сіті.
Подальше продовження від Кінг Джордж V до Вулвич-Арсенал було відкрито 10 січня 2009 року, поруч із запланованою зупинкою Crossrail. Згода уряду на цей проект було отримано в лютому 2004 року з проектною вартістю £ 150 million через необхідність будівництва другого тунелю через Темзу Будівництво розпочалося в червні 2005 року, в той же місяць, коли були укладені всі контракти, а тунелі були завершені 23 липня 2007 року, і були відкриті Борисом Джонсоном, мером Лондона 12 січня 2009 року.
Початкова станція Тауер-Гейтвей була закрита в середині 2008 року для повної реконструкції. Дві колії з обох сторін платформи були замінені на єдину колію між двома платформами для прибуваючих і відбуваючих пасажирів. Станція була знову відкрита 2 березня 2009 року.

### Зміни 2010-х

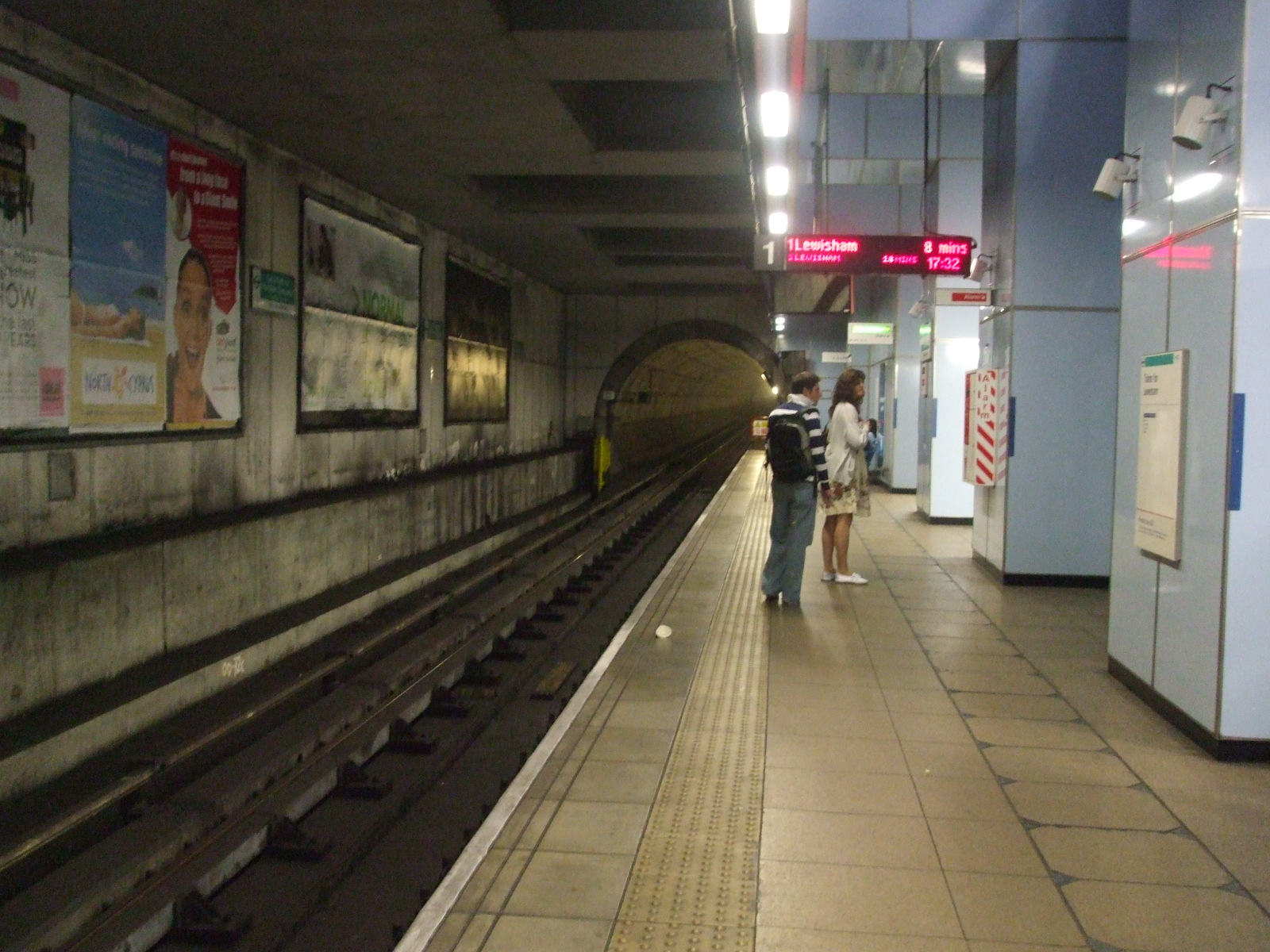
Станція Катті-Сарк.

Пропускна спроможність легкого метро в 2010-х активно поліпшують для використання три-вагонних потягів. Альтернатива частіших рейсів була відкинута, оскільки необхідні для цього зміни сигнальної системи обійшлися б за вартістю нітрохи не менше, а результат був би менше. Початково лінія була розрахована тільки на один вагон у складі, так що треба було посилення віадуків, щоб витримувати важчі потяги, і подовження багатьох платформ. Але розширення метро початку 2010-х будували з урахуванням можливості використання трьох вагонів. Додаткова пропускна спроможність була вельми важлива під час Літніх Олімпійських ігор 2012, які різко збільшили навантаження на Лондонську транспортну систему Провідним виконавцем цих робіт стала компанія Taylor Woodrow
Декілька станцій (Елверсон-Роуд, Паддінг-Мілл-Лейн, одна з платформ Стретфорд, Роял-Альберт, Галліонс-Річ і Катті-Сарк) були подовжені для прийому три-вагонних потягів. Здійснення цих розширень можливо в майбутньому. На цих станціях буде використовуватися Система Селективного Відкриття Дверей (коли водій може вибрати, які двері відкривати, а які ні) з додатковими екстреними переходами, на випадок непередбаченого відкриття дверей. Причин відсутності подовження на цих станціях декілька. Так, наприклад, Катті-Сарк розташована під землею і вартість і ризики для поруч розташованих історичних будівель занадто великі, щоб здійснювати подібні роботи. Серед робіт, що проводять є також заміна навісів на міцніші на всю довжину платформ. Нова платформа Саут-Куей була побудована за 200 м на схід від старого місця розташування, оскільки вигін колії не дозволяли розширити стару станцію. Станція Мудчут тепер має третю платформу і над усіма платформами є навіс на всю довжину станції.
Для здійснення цих планів DLR закупило 31 новий вагон, сумісний з наявним рухомим складом.
Буи проведені роботи по зміцненню опор віадуків на північ від Вест-Індіа-Квей. Було прийнято рішення про будівництво додаткових розв'язок в цьому місці, щоб уникнути конфліктів між поїздами до Стретфорд та поїздами до Бенк та Моньюмент . Тому було зроблено новий розклад з новим розподілом поїздів в години пік. Нову розв'язку від Бенк та Моньюмент до Кенері-Ворф використовують тільки в години пік, оскільки проходить повз станцію Вест-Індіа-Квей.

## Легке метро сьогодні

### Огляд

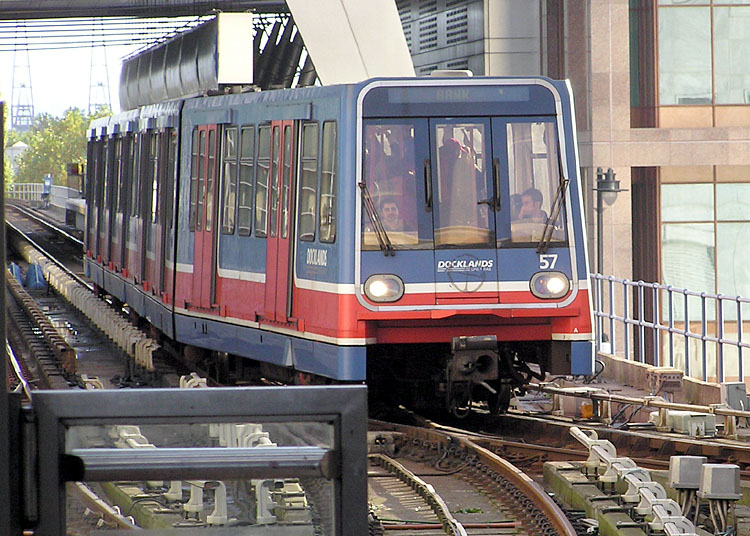
Поїзд Доклендського легкого метро прибуває на станцію Кенері-Ворф з півдня.

Доклендське легке метро на середину 2010-х має довжину колій 34 км, та 45 станцій. Є п'ять напрямків: до станції Луїшем на півдні, до станції Стретфорд на півночі, до станції Вулвич-Арсенал на сході і в центральний Лондон на заході, що обслуговує Бенк та Моньюмент і Тауер-Гейтвей.
Хоча побудовані колії дозволяють створювати безліч комбінацій маршрутів, на середину 2010-х діють наступні:
- Стретфорд - Луїшем
- Бенк - Луїшем
- Бенк - Вулвич-Арсенал
- Тауер-Гейтвей - Бектон

Також періодично відкривають додаткові експрес-маршрути Кеннинг-Таун - Принц-Реджент, що працює під час виставок в ExCeL, щоб подвоїти пропускну здатність.
На кінцевих станціях поїзда починають рух в зворотному напрямку від кінцевої платформи, за винятком станції Бенк та Моньюмент, де за станцією є невеликий відрізок колії для маневрів. У години пік поїзда на Стретфордській лінії мають розворот на станції Кроссхарбор, не доїжджаючи до станції Луїшем. Також поїзди іноді ходять від Тауер-Гейтвей до станцій Кроссхарбор і Луїшема. Потяги мають зупинки на всіх станціях маршруту за винятком пікових годин на маршруті станція Кенері-Ворф  - Вестферрі. Вони не мають зупинки на станції Вест-Індіа-Квей, оскільки маршрут проходить в обхід неї. Під час проведення робіт по ремонту і подальшого будівництва легкого метро також тимчасово вводяться додаткові маршрути, зазвичай по вихідних.

### Станції

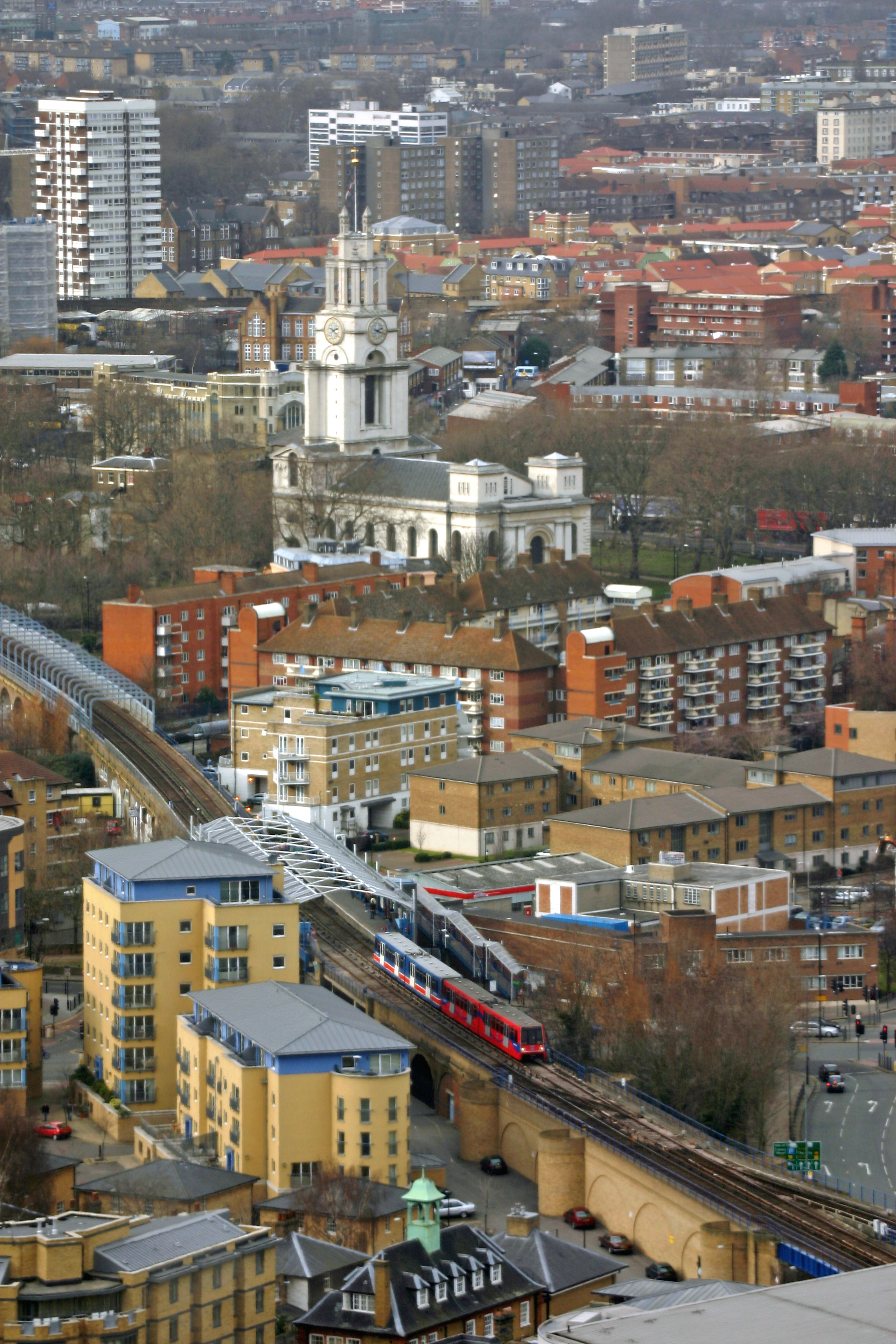
Потяг прямує на схід зі станції Вестферрі.

Більшість станцій Доклендського легкого метро естакадного типу, хоча деякі знаходяться на рівні землі і під землею. Увійти на платформу зазвичай можна по сходах або ліфті, хоча місцями є ескалатори. З самого початку вся мережа пристосована для доступу на інвалідних візках, а також було приділено багато уваги легкого доступу на станції для всіх пасажирів.
Станції мають високі платформи, полегшуючи доступ до вагону.
Більшість станцій мають модульний дизайн, що відноситься ще до первісної системі, покращений з роками. В цей дизайн входять двосторонні платформи, кожна з окремим входом з вулиці, навіси над усіма платформами з характерним круглим дизайном даху. На станціях немає працівників, за винятком підземних станцій Бенк та Моньюмент, Айленд-Гарденс]], Катті-Сарк та Вулвич-Арсенал, на декількох найзавантаженіших станціях і на станції аеропорт Лондон-Сіті є каси з людьми для людей, не знайомих із автоматичною покупкою квитків. Під час заходів у виставковому центрі ExCeL також працюють співробітники на станції Кеннинг-Таун, при пересадці з лінії Джубилі, а також на зупинках поруч з виставковим центром (станції Принц-Реджент та Кастом -Хаус. Під час ремонтних робіт на станціях Бенк та Моньюмент, Тауер-Гейтвей було досить багато персоналу через різке збільшення пасажиропотоку.
3 липня 2007 року DLR офіційно запустило артпрограму «DLR Art», аналогічну програмі в підземці

### Квитки та оплата

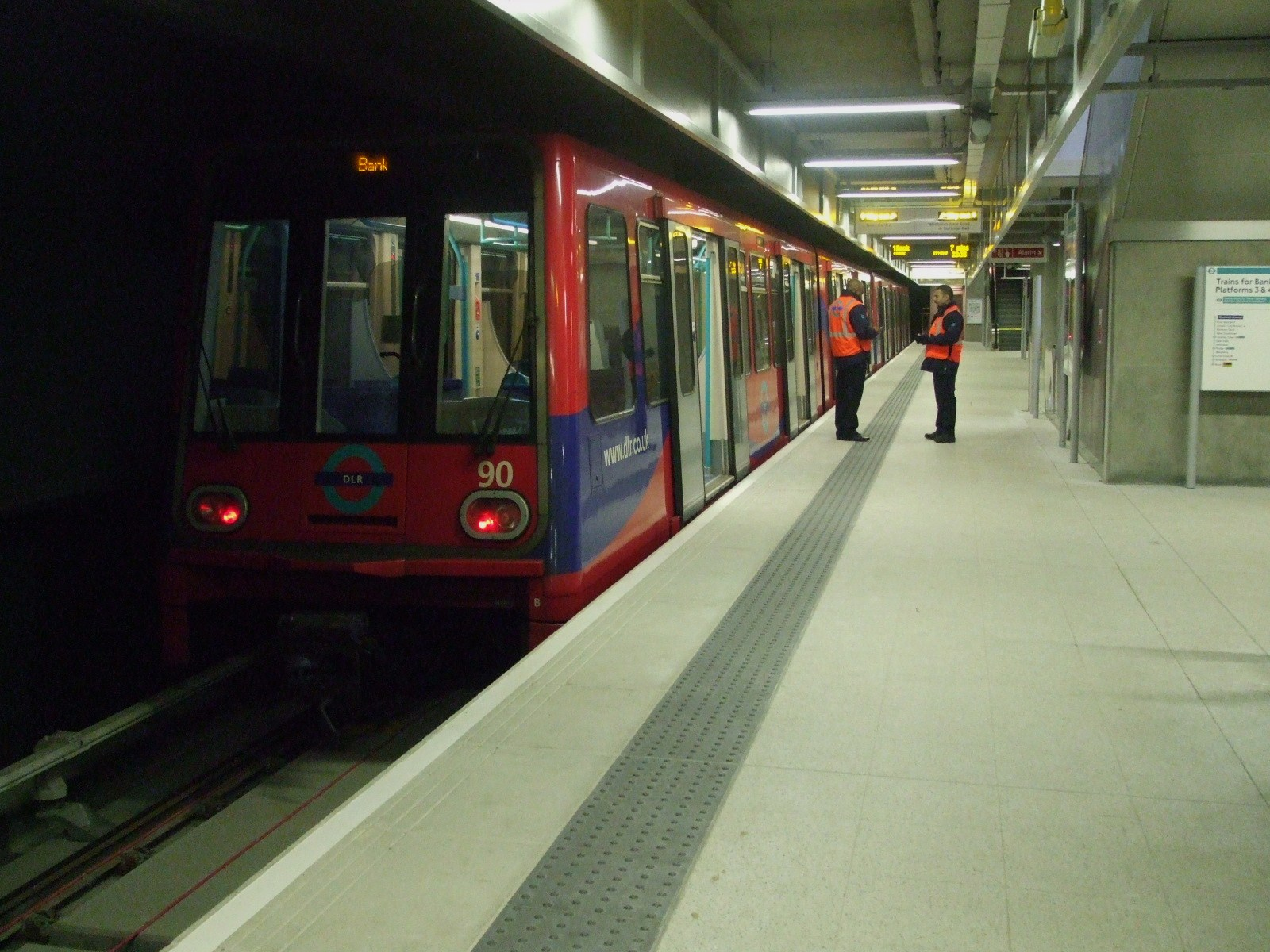
Поїзд перед відправленням з Вулвич-Арсенал

Квитки на DLR входять в зональну систему Лондонського метрополітену і Travelcard діють і на легке метро. Є також одноденний і сезонний квитки, що діють тільки на DLR «Rover», а також одноденні «Rail and River Rover», що діють на DLR і річкові круїзи по Темзі. Карти Oyster також використовують на лініях легкого метро. Пасажири мають прикладати свої карти на вході і на виході з платформи або пройти через автоматичну браму. Квитки мають бути куплені в автоматах на вході на станцію та мають бути у пасажира при вході на платформу. На станціях DLR немає турнікетів і наявність билетів перевіряє PSA. Турнікети є на станціях Бенк та Моньюмент, Вулвич-Арсенал, Кеннинг-Таун та Стретфорд, де платформи легкого метро знаходиться в межах бар'єрних ліній станцій лондонського метро або залізниці.

### Діяльність
DLR використовують щодня до 300,000 осіб. У рік запуску легким метро скористалося 17 мільйонів осіб. До 2011 року це число виросло до 86 мільйонів осіб. У перші п'ять років своєї діяльності легке метро було ненадійно і мало операційні проблеми, В 2008 році у 87% населення Північного Вулвича було задоволене роботою DLR,
Парламентська комісія розглянувши тему легкого метро і легкорейкового транспорту в цілому через успіх DLR, запропонувала будівництво нових подібних систем. Легке метро Північного і Західного Лондона - це один з подібних планів по транспорту в іншому кінці Лондона.
Доклендське легке метро стало настільки ж успішним, як і інші подібні системи, побудовані в останні роки. Проте DLR активно критикувалося за проектування замалою пропускної здатності, яка не змогла витримати швидко збільшений попит
В 1989 році подібну критику адресували General Electric Company, яка в основному і будувала метро в той час.

## Рухомий склад

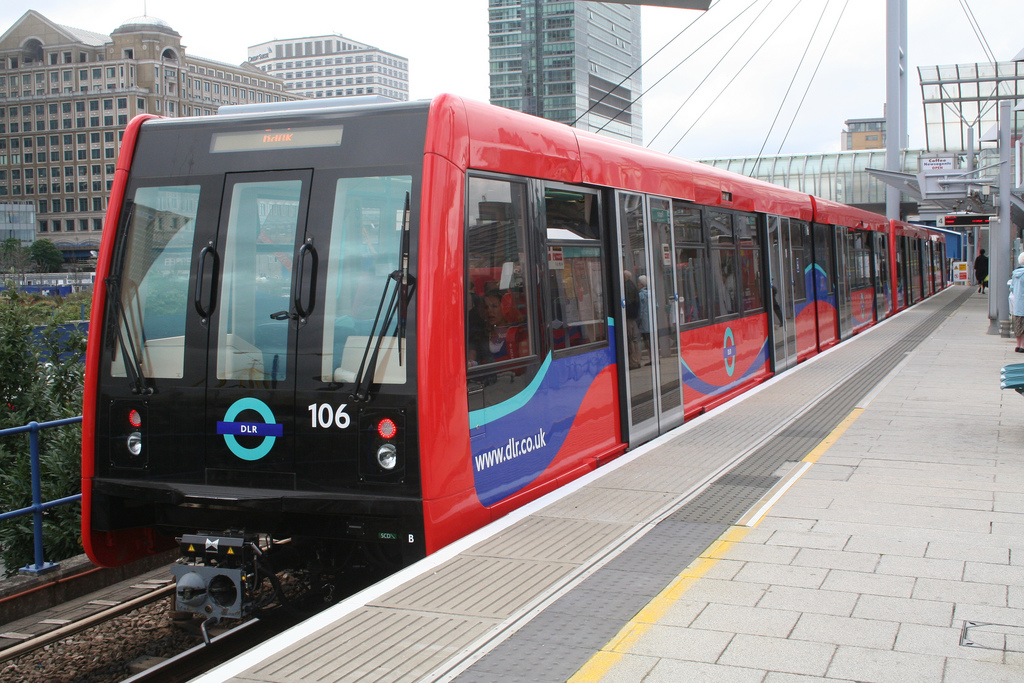
Потяг B07 прибуває на станцію Поплар

Доклендське легке метро використовує високопідлгові, двонаправлені, одно - шарнірні електропотяги. Кожен вагон має по чотири двері з кожного боку та два або три вагони становлять цілий потяг. У поїздах немає кабіни машиніста, оскільки поїзди автоматизовані. Замість цього в поїздах є маленька водійська консоль, за допомогою якої PSA (Агент Допомоги Пасажирам) може управляти поїздом.  Консолі біля кожної двері дозволяють PSA управляти відкриттям і закриттям дверей і робити оголошення в ході патрулювання поїзда. В силу відсутності кабіни машиніста, повністю засклені кінці поїзда надають чудовий краєвид вперед (або назад) для пасажирів. Сьогоднішні поїзда мають максимальну швидкість в 100 км/год.
Незважаючи на високу підлогу і повну автоматизованість, поїзди зроблені на основі легкорейкових німецьких поїздів, що призначалися для використання безпосередньо на міських вулицях. Всі поїзди, які діяли з початку роботи легкого метро зовні дуже схожі, однак за цей час змінилося декілька типів поїздів, деякі з яких до цих пір використовуються, а деякі були продані іншим компаніям. Нові вагони (В2007) для DLR були закуплені у компанії Bombardier в 2005 році і були поставлені в 2007 та 2010 роках.
Доклендське легке метро має два депо, Поплар та Бектон, де розташовують та обслуговують рухомий склад. Обидва депо обладнані ремонтними майстернями і великою кількістю додаткових колій для стоянки поїздів. Депо Поплар, де також знаходяться штаб-квартири «DLR Limited» і «Serco Docklands», розташоване з північного боку лінії до станції Стретфорд, на схід від станції Поплар, а депо Бектон розташовано на північний схід від станції Галліонс-Річ. Декілька дизельних локомотивів, призначених для обслуговуючих робіт на коліях, зберігають в депо Поплар. В 2005 - 2006 роках депо в Бектон було розширено і покращено, включаючи будівництво додаткових колій і нової сигнальної системи.

### Сигнальна система
Спочатку легке метро використовувало сигналізацію на основі напівавтоматичного блокування, випущеної General Electric Company та General Railway Signal. Ця система була замінена в 1994 році на сучаснішу сигнальну систему, випущену Alcatel і потім в 2007 році перекуплену Thales, яка тепер і обслуговує цю систему. Ця ж система використовується і в деяких інших країнах, наприклад у Ванкувері в SkyTrain, в Торонто в Scarborough RT, у Сан-Франциско в Muni і в Гонконзі в MTR, а також на лінії Джубилі та Північній лінії у лондонському метро. Інформація передається по індуктивній петлі кабелю між контролерами кожного з поїздів і контрольним центром в Поплар. Якщо зв'язок перерваний або втрачено між контролерами поїзда і контрольним центром, поїзди здійснюють екстрену зупинку аж до відновлення системи. Якщо порушується робота всієї системи, поїзд може рухатися з ручним керуванням, але не більше 19 км/год аж до відновлення системи. Також екстрене гальмування може бути застосовано при порушенні швидкісного режиму при ручному управлінні або проїзді на заборонний сигнал або якщо поїзд залишає станцію коли колії ще не готові.